# Национални парк Етоша
Национални парк Етоша (енгл. Etosha National Park) се налази у Намибији, држави на југу Африке.
Основан је 1907. године, када је Намибија била колонија Немачке под именом Југозападна Африка. У то време парк је заузимао површину од 100.000 km² и у то време је био највећи национални парк на свету. Због промене политике власти, процењује се да парк заузима око једне четвртине некадашње површине, али је и даље веома велик и битан за очување животне средине.
Слана пустиња (енгл. Etosha Pan) заузима већи део парка, са око 130 km дужине и око 50 km ширине. Пустиња је већином сува, али за време лета се напуни водом, што привлачи фламингосе. Неколико извора привлаче пуно врста птица у резерват, као и неке угрожене врсте, као што су црни носорог и друге. За време сушне сезоне, ветар дува преко сланих пустиња и носи слану прашину преко земље на јужни Атлантски океан. Ова со је важна за неке врсте живог света, иако за није погодна за пољопривреднике.